# 유동성
유동성(market liquidity)는 경제학 개념으로 자산이나 채권을 손실 없이 현금으로 전환할 수 있는 정도를 나타낸다. 화폐 경제가 주류가 된 오늘날, 화폐 자체를 가리키는 경우도 있으며 사업이나 투자에서도 사용되는 개념이다.

## 개요
예를 들어, 화폐로 토마토를 구입하는 것은 쉽지만, 토마토를 다른 제품과 직접 교환하려면 파손이나 부패 등의 위험과 운반 비용, 교환 상대를 찾는 시간이 많이 소요된다. 이러한 자산과 자산을 교환하는 행위에서 가치 손실의 정도를 가리키고 손실이 적은 것을 ‘유동성 높다’, 손실이 많은 것을 ‘유동성이 낮다’고 정의하고 있다. 이들은 자산의 가치가 어느 정도 확실성을 보유하고 있거나 자산이 어느 정도 규모의 시장을 형성하고 있는 지에 달려 있다.
화폐로 대표되는 금융 자산은 유동성이 매우 높기 때문에 경제학에서 유동성과 환율(일반적으로는 M2 + CD)를 가리킨다. 여기에서 자산을 현금화하는 데 걸리는 시간과 노력에 생기는 차이를 ‘유동성 프리미엄’이라고 한다. 증권화는 부동산 등의 유동성을 어느 정도 향상시키는 기법 중 하나이다.
존 메이너드 케인즈는 경제 주체가 유동성이 높은 자산을 수중에 두고 싶어하는 욕망을 가지고 있으며, 유동성이 낮은 채권이나 정기 예금 등을 선택하기 위해서는 자본 손실을 보상하는 이자 등의 대가를 주어서 동기부여를 해야 한다는 〈유동성 선호론〉(Liquidity-preference theory)을 제창했다.

## 증권시장에서의 유동성
증권시장에서 투자 대상을 고려할 때 대상이 되는 주식이나 채권 등의 수익성, 안전성 외에 유동성(시장 거래의 용이성)을 고려할 필요가 있다. 거래소에 상장된 주식은 거래량이 유동성의 기준이 된다.

## 참고 문헌
- 〈유동성〉. 《엔싸이버 백과사전》.

## 같이 보기
- 유동성 위험